# Scamboneura psarophanes
Scamboneura psarophanes is een tweevleugelige uit de familie langpootmuggen (Tipulidae). De soort komt voor in het Oriëntaals gebied.